# Єзуїтський монастир (Вінниця)
Єзуїтський монастир (Вінниця) — споруда сакральної архітектури, збудована у XVII столітті за прикладом феодальної фортеці коштом старости Брацлавського воєводства Валентія-Александра Калиновського, який пожертував 30000 злотих і 2 адміністративно-територіальні одиниці — хутір Кайдачиху і село Казаниху для ордену єзуїтів. Серед благодійників, що долучились до створення Вінницького дому єзуїтів, були луцький латинський єпископ Анджей Ліпський, Теофіла Хмелецька — удова київського воєводи Стефана Хмелецького, та київський каштелян Олександр Пісочинський. Згодом було споруджено ансамбль монастиря — до головного комплексу було приєднано костьол, колегіум та конвікт (гуртожиток).
Пам'ятка перебуває під захистом держави під охоронним номером 54 та внесений до списку споруд, що не підлягають приватизації. Єзуїтський комплекс віднесений до номінації «Перлина Поділля» в рамках обласного конкурсу «7 чудес Вінниччини».

## Опис

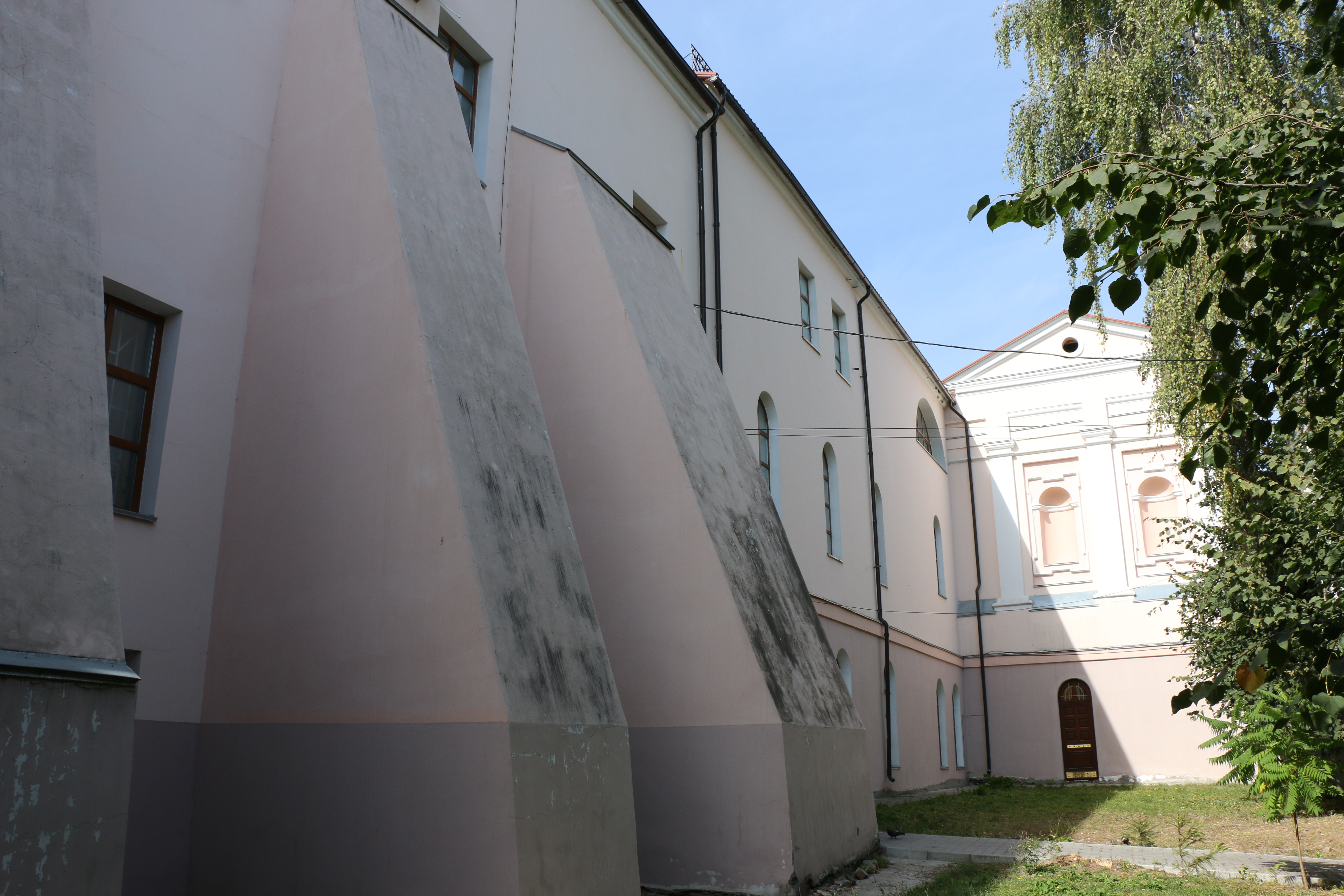
Будівля колеґіуму, контрфорси

Монастирський ансамбль був розміщений у нагірній частині правого берега Південного Бугу. Костел побудовано цегляним, тринавним, з підвалом-криптою та баштою-дзвіницею на боковому фасаді у формі базиліки з кутовими вежами. В каркас костелу входять три нефи, цокольний поверх та хрещаті склепіння. Середньому нефові на фасадній поверхні відповідає ризаліт з чотирма пілястрами тосканського ордера, що несе розкрепований трикутний фронтон. До протилежного торця костьолу, зі сторони вівтарної частини, прилягає витягнутий у глибину двору колеґіум. Вежі цегляні, одноярусні із заокругленими кутами. Округлені кути веж фланковані пілястрами. Муровані стіни укріплені трьома контрфорсами з боку схилу до ріки. На стінах були розташовані численні бійниці. Будівля має ренесансні елементи у своїй композиції, які представлені фронтонами, пілястрами, нішами у стінах, ритмом розташування вікон. Деякі частини будівлі, зокрема боковий (західний) фасад, відносять за стилістикою до раннього бароко, про що свідчить фігурний фронтон, прикрашений характерними для люблінського ренесансу декоративними вазами, які можна також зустріти на спорудах в Летичеві та Казімєжі-Дольному. На початку ХІХ ст. фасад єзуїтського монастиря був перебудований в стилі класицизму.
За стінами ансамблю єзуїтського монастиря був розташований монастир домініканців, який тривалий час був дерев'яним. Згодом будівлі єзуїтського і домініканського монастирів були об'єднані в єдину фортифікаційну систему з оборонним муром та вежами під назвою Мури.

У 1746 році неподалік єзуїтського та домініканського монастирів був зведений монастир капуцинів. Між цими трьома монастирями функціонувало підземне сполучення. Єзуїти використовували підземні комунікації для оборонних та господарських цілей.

## Історія

### Період Речі Посполитої
Чернеча місія на теренах Вінниччини розпочалась у 1610 році. Староста В.-А. Калиновський 1611 року надав кошти на будівництво монастиря, проте ченці єзуїтського ордену до пожежі 1613 року проводили свою духовну місію в дерев'яній будівлі. З 1613 року розпочалось будівництво нової кам'яної оселі. 1619 року єзуїти вже мали свою резиденцію. З 1630 року в майбутньому колеґіумі проводились заняття лише з граматики та поетики, тому de facto його на той час називали школою. Лише для єпархіяльного клиру з 1630 року ввели курс морального богослів'я.
Школа діяла за рахунок фундації князів Христофора Збаразького та Юрія Чорторийського. У 1632 році відкрили клас риторики. Марійська Содаліція при школі існувала з 1633 року.
1646 році генерал ордену Вінченцо Карафа підтвердив статус колегіуму, оскільки на той час вже проводились заняття з риторики та моральної теології. При єзуїтському монастирі функціонувала невелика бібліотека, яка у 1648 році була перевезена до Острогу.
1648 року єзуїтська фортеця була здобута козаками, і після Хмельниччини зруйнована. Ченці Товариства Ісуса повернулися до місця попередньої дислокації (Вінниці) після Карловицького миру 1699 року. Відбудова комплексу відбувалась у період 1740-50-х років. 

Як осередок єзуїтів комплекс функціонував до другої половини XVIII століття. Закриття монастиря польською владою відбулось у 1773 році на виконання булли Папи Климента. У колишній оселі єзуїтів відкрили дворянську школу. 1776 року Мури, включно з єзуїтськими спорудами, були передані під створення едукаційної комісії (міністерства освіти) Речі Посполитої. 1778 року в будівлі сталась пожежа, що призвела до вигорання даху та падіння трьох шпилів.

### Період Російської імперії
Відновлення Мурів, а відтак і комплексу єзуїтів розпочалось 1907 року. Цю місію взяв на себе головний вінницький архітектор Григорій Артинов, який створив проект реконструкції колишнього єзуїтського колегіуму під православний храм. Реалізувати проект йому не вдалось, проте був добудований атик (стінка, що міститься над карнизом і завершує споруду) та встановлені чавунні сходи. Після реставрації, колишнє монастирське приміщення використовували для муніципальної церкви ікони Казанської Божої Матері. У 1911 році в приміщенні монастиря було відкрито жіночу гімназію (поряд з чоловічою, яка працювала з 1907 року), до якої на фундаменті розібраного південного крила монастиря (з боку вул. Монастирської, колишньої вул. Володарського) було зведено трьохповерховий житловий будинок. 1917 року в приміщенні костелу була розміщена перша Вінницька рада робітничих депутатів.

### Радянський період
В радянський період колишній єзуїтський комплекс став центром наукового, духовного, освітнього та культурного життя. В 1920-30 роках тут була розміщена Вінницька філія Всенародної бібліотеки України при ВУАН (Державний архів Вінницької області, відкритий у 1920 році, функціонує до наших днів). Частину комплексу зайняла Українська православна автокефальна церква, яка проводила духовну місію в періоди 1923—1938 та 1942—1943 років. В період 1932—1943 років на території монастирського ансамблю функціонував педагогічний коледж.

### Період незалежної України

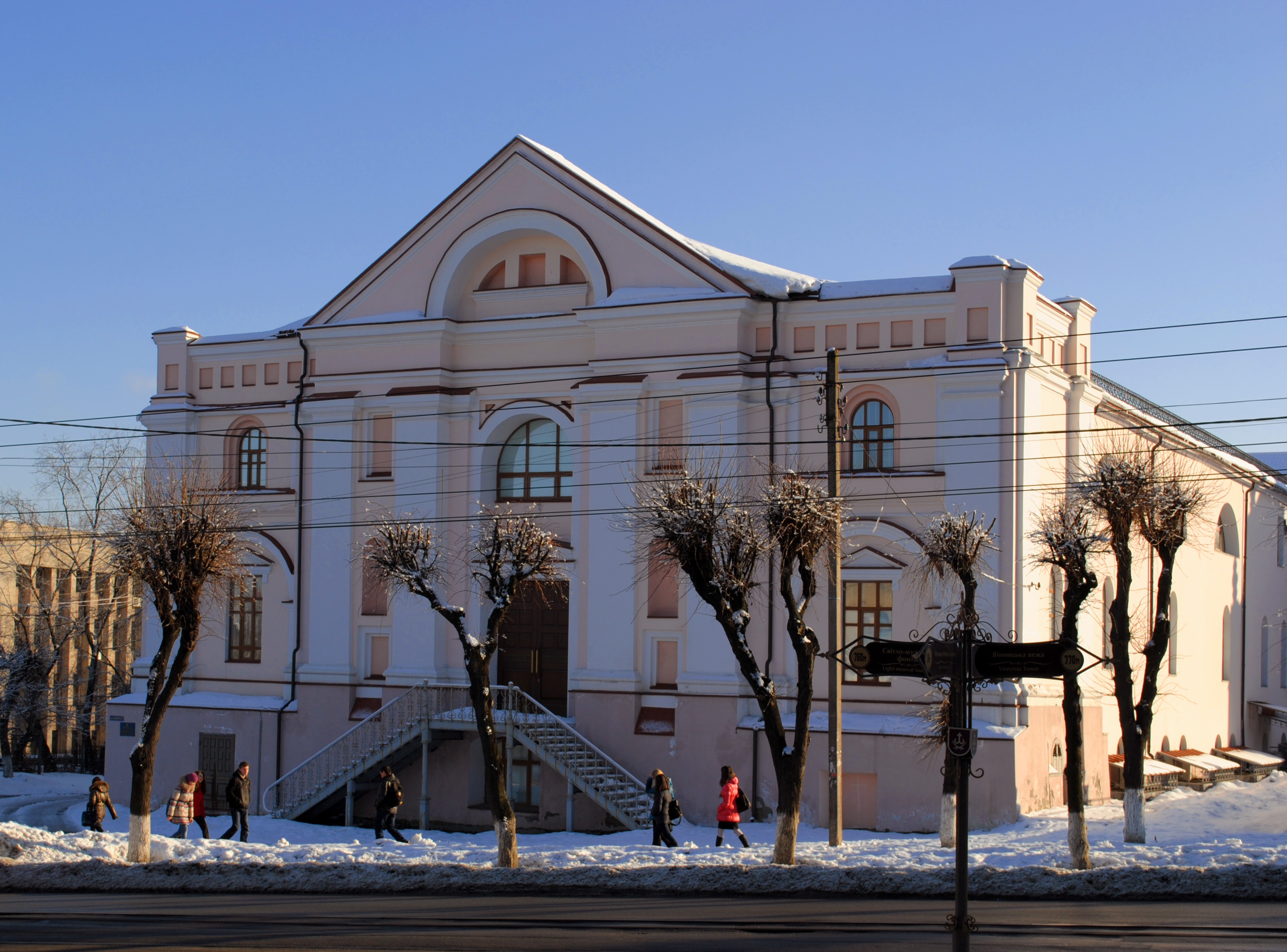
Вінниця. Вулиця Соборна 17, Будівля Єзуїтського костелу.

На даний момент, на території колишньої єзуїтської оселі функціонують декілька закладів — Державний архів Вінницької області (з 1920), обласні краєзнавчий (з 1929), художній музей (з 1987) та технічний ліцей (з 1993).
Креслення Вінницького єзуїтського комплексу зберігаються в Національній бібліотеці Франції у Парижі.

## Галерея

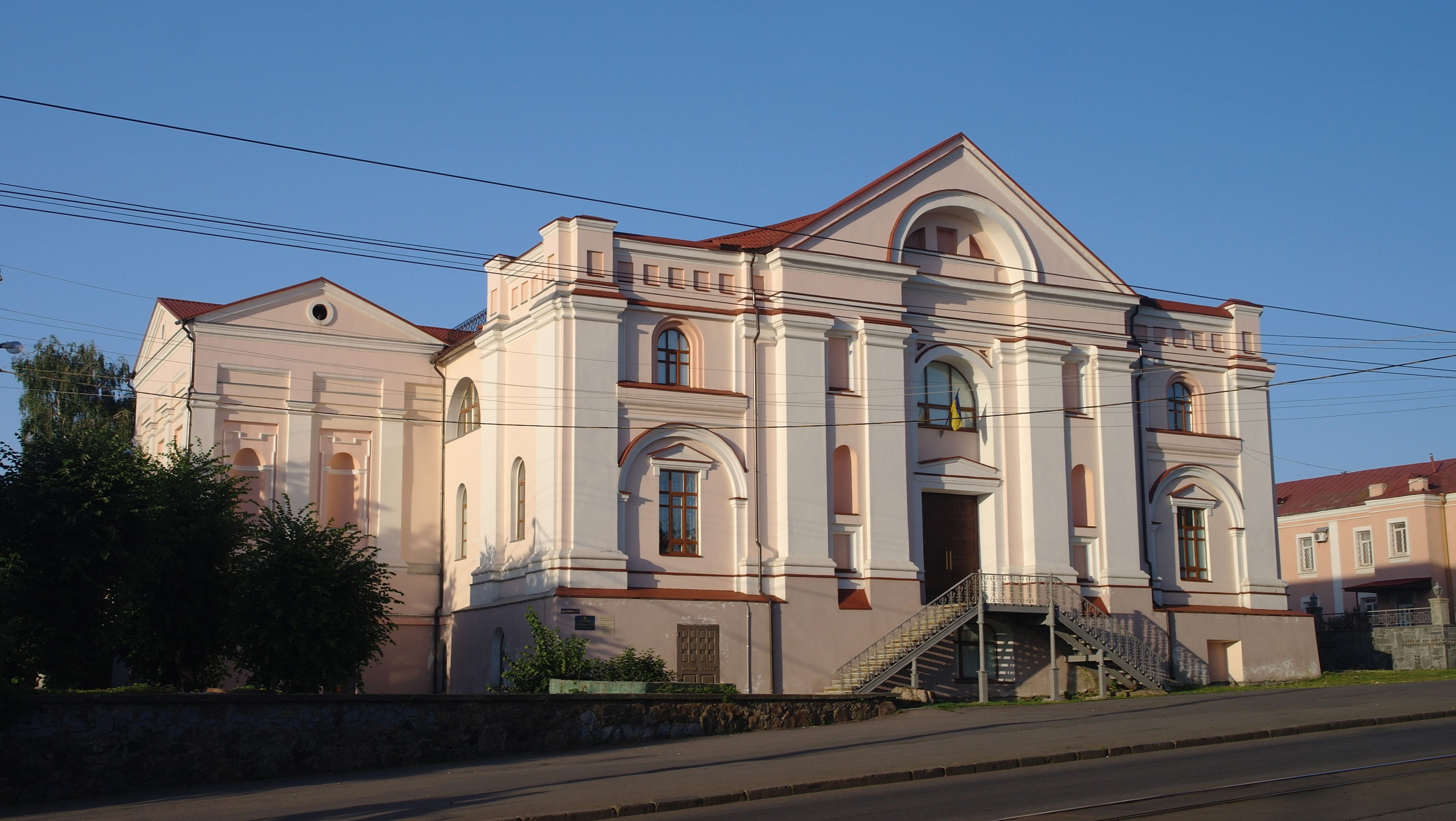
Костел єзуїтів (Вінниця)
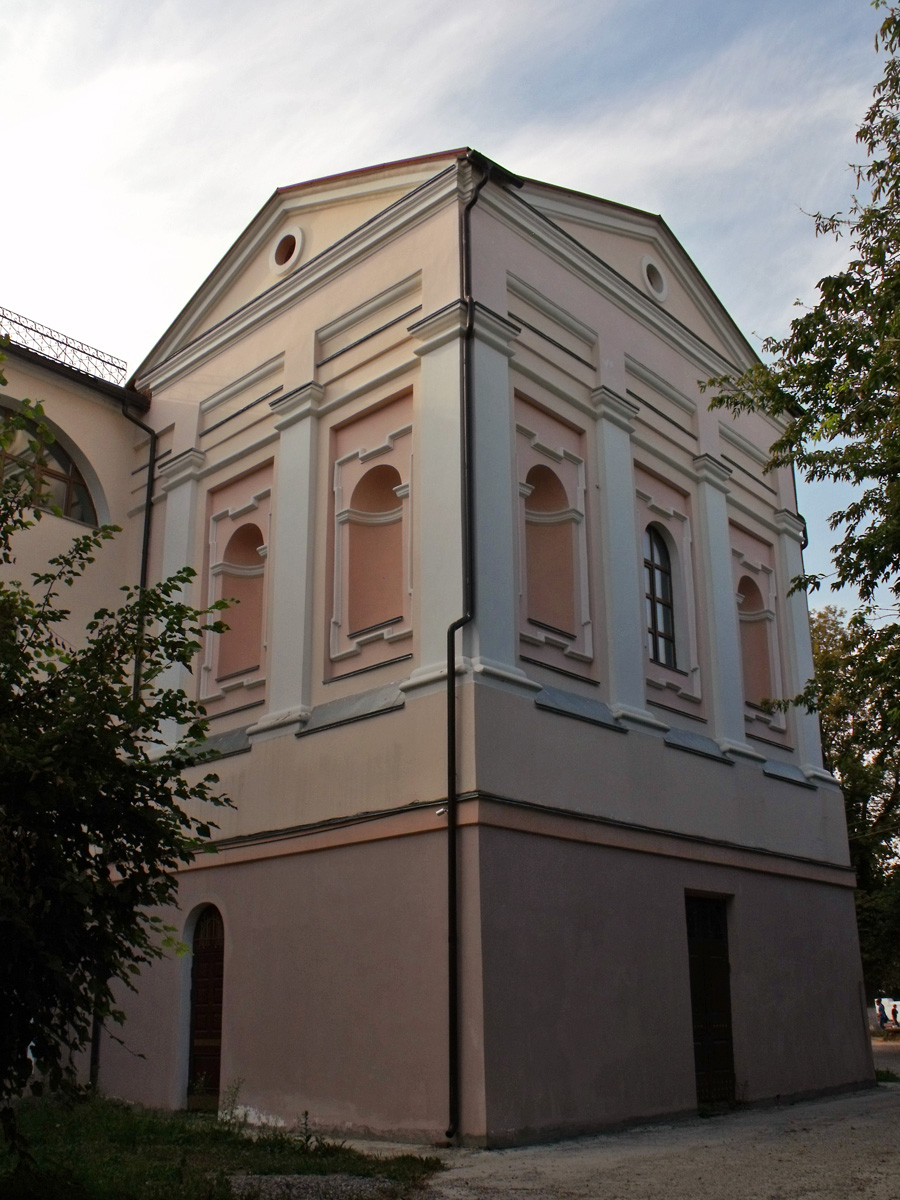
Вінниця. Єзуїтський монастир - Костьол,вул. Соборна, 17
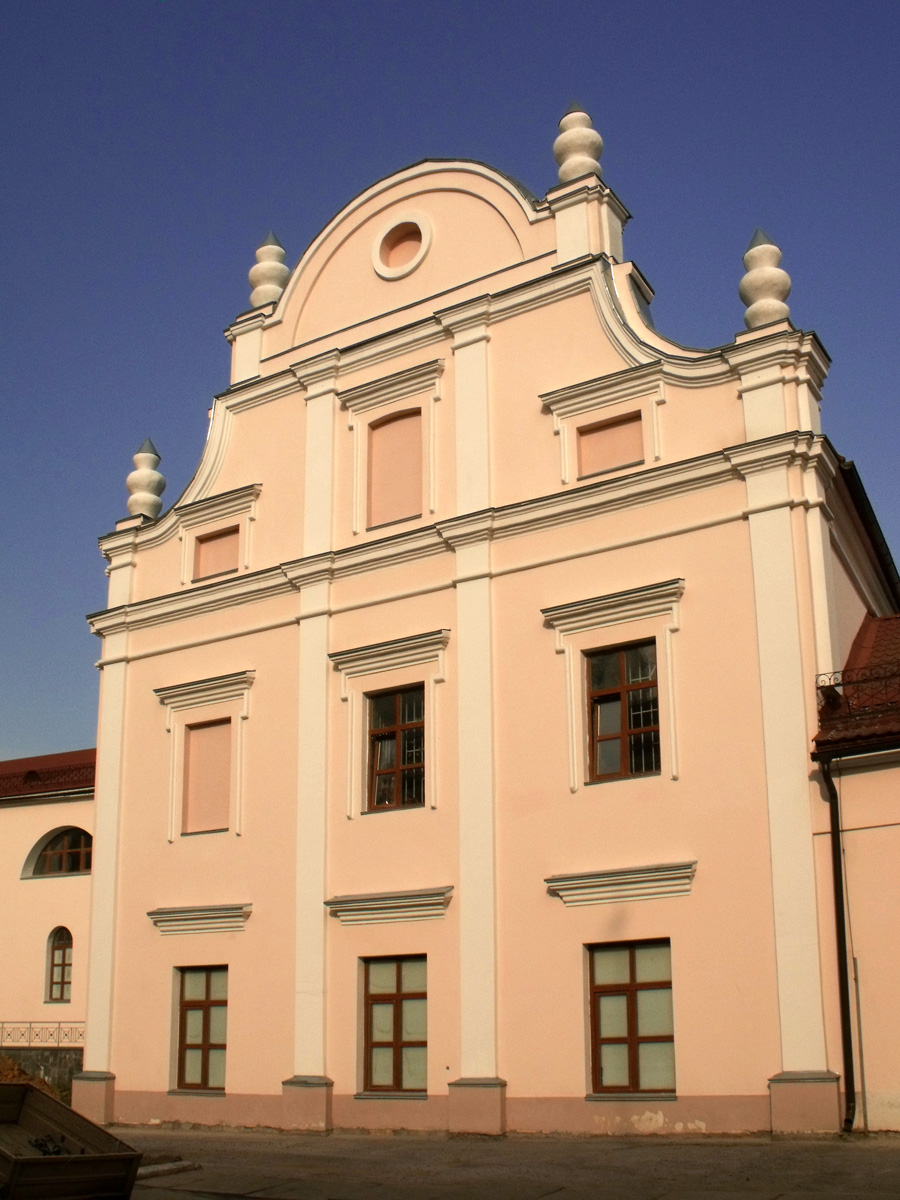
Вінниця. Єзуїтський монастир - Колеґіум
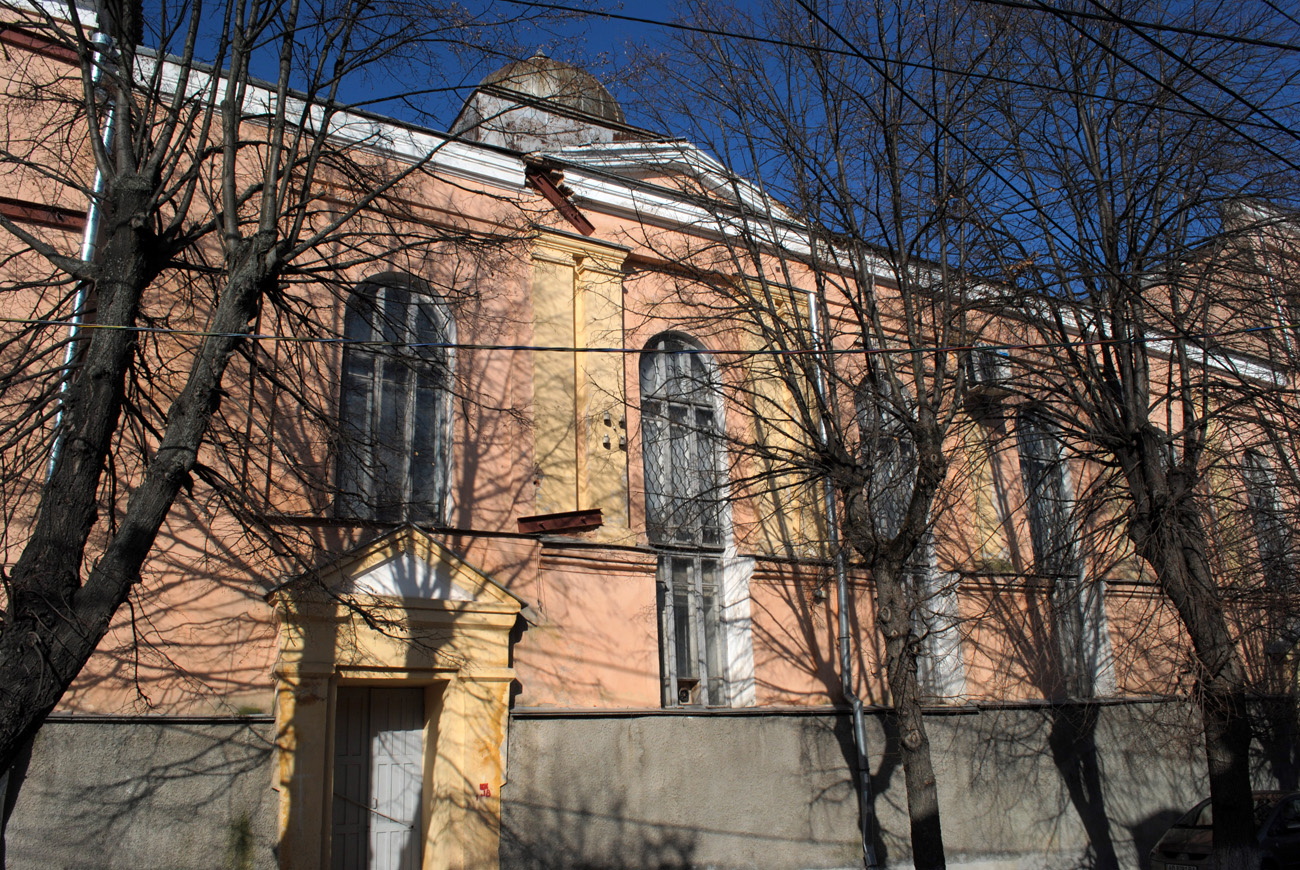
Вінниця. Єзуїтський монастир - Келії
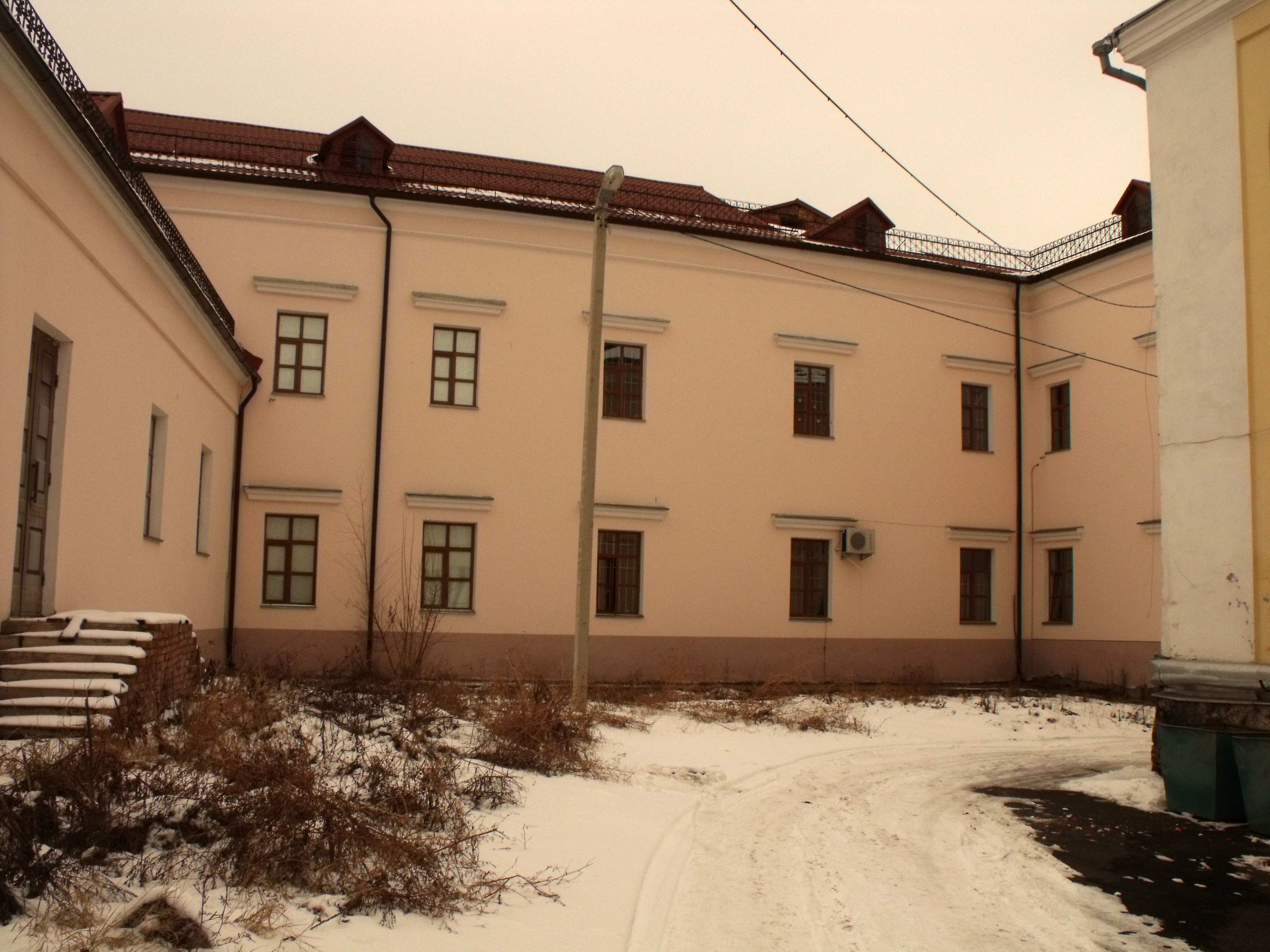
Єзуїтський монастир - Келії (вигляд збоку)